# Клан Фалконер
Клан Фалконер (шотл. - Clan Falconer) - один з кланів рівнинної частини Шотландії - Лоулендсу. На сьогодні клан не має визнаного герольдами Шотландії вождя, тому називається в Шотландії «кланом зброєносців».
Гасло клану: Vive ut vivas - Живіть як живеться (лат.)
Землі клану: Кіркардіншир 
Символ клану: ангел в молитовній позі

## Історія клану Фалконер
Назва клану означає «сокільничий». Історично предками вождів клану Фалконер були королівські сокольничі - вони утримували королівських соколів та яструбів для полювання. 
Матеус Фалконер згадується в грамоті графа Девіда (1202 - 1203) як свідок. Вільгельм Фалконер отримав у володіння землі, що раніше належали церкві Марітон. 
Клан Фалконер був ще відомий як клан Говкер (шотл. - Clan Hawker). Їх маєток був називався Говлкерстон (шотл. - Haulkerston). 
Відомо, що в 1296 році Роберт ле Фавкенер з Кінкардін ан Міеренс платив данину в місті Абнердін. 
Гервас ле Фавконер брав участь у збройній боротьбі за незалежність Шотландії, він був одним з тих, хто потрапив в полон під Данбар в 1296 році і все ще був за ґратами в замку Вісбех у 1307 році.
Геліскус Фавкунер був громадянином міста Монтроз і згадується в грамотах щодо земельної власності в 1350 році. 1379 роком датується запис щодо платежу Вільяма Фавконера - шотландського купця, що був заарештований в Ярмуті.  
Ендрю Фавкоунер де Летінвар був засуджений судом інквізиції у 1380 році в Баненок за єресь. Невідомо як склалася його доля, але в 1393 році згадується ще один Андреас Фавконер - можливо він же, що був присяжним під час суду на єпископських землях Алдрохті. 

## Відомі і видатні люди з клану Фалконер
- Олександр Фалконер - І лорд Фалконер Галкертон (1595–1671) - шотландський юрист. Старший син сера Олександра Фалконера Галкертона та його дружини Агнеси - старшої дочки сера Девіда Карнегі Коллуті. Отримав титул лорда і був депутатом парламенту. 9 липня 1639 року він змінив лорда Вудхолла на посаді голови сесії парламенту, а в листопаді 1641 був призначений королем і парламентом судити «Vitam aut culpam». Він представляв Кінкардіншир в конвенції 1643 - 1634 років, а також в парламентах 1644 - 1645 років та в 1645 - 1647 роках. Він був комісаром по кредиту і податку в 1643 році, а також членом комітету війни від Кінкардінширу в 1643, 1644 і 1646 роках, а також від Форфарширу в 1648 році. Він був комісаром щодо церковних земель у 1644 році, комісаром скарбниці в 1645 році, член комітету станів у 1645 і 1647 році, а також полковником Абердинширу в 1648 році. 20 грудня 1647 року він отримав титул лорд Фалконер Галкертон, але 15 лютого 1649 року він був позбавлений свого місця в колегії юстиції, і "призначений давати гроші для громадського користування", з політичних причин. Але він з'являється в історичних документах як барон Фалконер в списку шотландської шляхти в 1650 році, і стає комісаром постачання від Кінкардінширу в 1656 і 1659 роках.  Фалконер був знову призначений на своє місце в коледжі юстиції після реставрації монархії, і зберіг його до самої смерті. У 1661 році він був комісаром акцизу, а також членом комісії щодо Університету Абердіна. Він був депутатом парламенту як лорд Галкертон до 1669 року і помер 1 жовтня 1671 року.
- Сер Девід Фалконер Ньютон (1640 - 1685) - шотландський юрист. Другий син сера Девіда Фалконера Гленфаркухара, інтенданта Единбурга, молодший брат сера Олександра Фалконер Гленфаркухара. Він вивчав право під керівництвом свого батька, отримав звання адвоката 3 липня 1661 року, згодом був призначений інтендантом Единбурга, і був посвячений у лицарі. 24 травня 1676 року він був призначений лордом сесії, і 2 березня 1678 року, призначений лордом-юстиціарієм. 5 червня 1682 року він був призначений лордом-головою суду, був депутатом парламенту, у 1685 році в парламенті він представляв графство Форфар. Він був обраний лордом артиклів, а також членом трьох комісій - торгівлі, церковних земель, регулювання роботи судів. Він помер в Единбурзі, після нетривалої хвороби 15 грудня 1685 року і був похований в Грейфрайерс, де був встановлений пам'ятник в його пам'яті. Його старший син, Девід, став V лордом Фалконер Галкертон, його третя дочка, Катерина вийшла заміж за Джозефа Юма Чірнсайда з графства Бервік і була матір'ю Девіда Юма - філософа та історика.
- Олександр Фалконер - II лорд Фалконер Галкертон (1620 - 1684)
- Девід Фалконер - ІІІ лорд Фалконер Галкертон (1668 - 1724)
- Олександр Фалконер - IV лорд Фалконер Галкертон (помер 1727)
- Девід Фалконер - V лорд Фалконер Галкертон (1681 - 1751) - онук брата першого лорда Фалконер, одружився з Катерін Маргарет Кіт - дочкою Вільяма Кіта - II граф Кінтора.
- Олександр Фальконер - VI лорд Фалконер Галкертон (1707 - 1762)
- Вільям Фалконер - VII лорд Фалконер Галкертон (1712 - 1776)
- Ентоні Адріан Фалконер - VIII лорд Фалконер Галкертон (помер 1804), VII граф Кінтор з 1778 року.